# Sphagnum russowii
Sphagnum russowii là một loài rêu trong họ Sphagnaceae. Loài này được Warnst. mô tả khoa học đầu tiên năm 1886.

## Hình ảnh

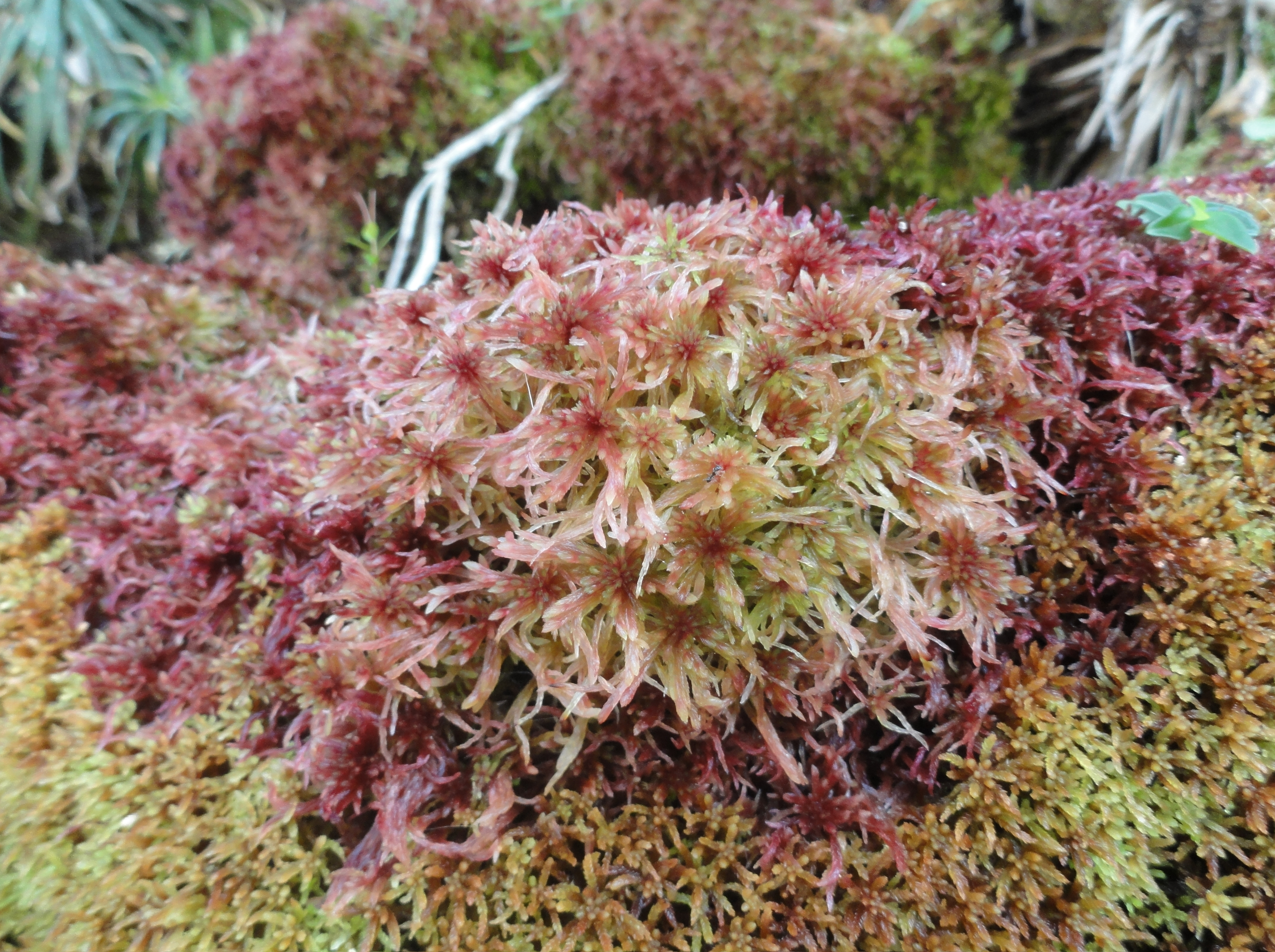